# Alexander Chancellor
Alexander Chancellor CBE (* 4. Januar 1940; † 28. Januar 2017) war ein britischer Journalist und Herausgeber.
Chancellor studierte am Eton College und Trinity Hall in Cambridge. Er arbeitete zunächst für die Knowledge Encylopaedie, die von seinem Bruder herausgegeben wurde. Nach seiner Heirat 1964 begann für die Nachrichtenagentur Reuters zu arbeiten. Er war zunächst in Paris, dann in London und schließlich als Büroleiter in Rom tätig. Es folgte eine kurze Beschäftigung bei ITN. Als sein Freund Henry Keswick die Zeitschrift The Spectator kaufte, bot er Chancellor die Position des Herausgebers an, die er von 1975 bis 1984 innehatte. In seiner Zeit als Herausgeber war er verantwortlich für die Modernisierung und den Erfolg des Spectator. Danach wurde er der Herausgeber der Zeitschrift Time and Tide, bis zu deren Einstellung 1986.  Er arbeitete als Stellvertretender Herausgeber des Sunday Telegraph und gründete auch das Magazin des Sunday Telegraph. Er war der Herausgeber für die USA des Independent nach dessen Gründung von 1986 bis 1988 und wurde der Herausgeber des Magazins des The Independent bei dessen Gründung 1988. Er arbeitete ein Jahr in New York als Kolumnist für The New Yorker. Über diese Zeit in Amerika schrieb er ein Buch unter dem Titel Some Times in America. Ab 1996 schrieb Chancellor für die Wochenendbeilage des Guardian, bevor er 2012 als Kolumnist zum Spectator zurückkehrte. 2014 übernahm er nach dem Rücktritt von Richard Ingrams die Position des Herausgebers des Magazins The Oldie, bei dessen Gründung 1991 er schon mitgewirkt hatte.
2012 wurde Chancellor zum Commander des Order of the British Empire ernannt. Er ist der Vater des britischen Models Cecilia Chancellor und der Enkel von John Chancellor. Er hatte zwei Töchter mit seiner Ehefrau Susanna und eine Tochter aus einer außerehelichen Beziehung mit der Journalistin und Autorin Emily Bearn.

## Veröffentlichungen
- Some Times in America. Bloomsbury Publishing PLC, London 1999, ISBN 0-7475-4337-2.